# Sperat
Sperat – imię męskie pochodzenia łacińskiego. Wywodzi się od słowa oznaczającego "pragnący, mający nadzieję". Wśród patronów – jeden z męczenników sycylijskich (zm. w 180 roku).
Sperat imieniny obchodzi 17 lipca.